# Holly Robinson Peete
Holly Elizabeth Robinson Peete (ur. 18 września 1964 r. w Filadelfii) – amerykańska aktorka i piosenkarka.
Polskim widzom znana jest z roli Clei, szefowej biura matrymonialnego, w sitcomie stacji UPN Miłość z o.o. (Love, Inc., 2005–2006).
Od roku 1995 jest żoną Rodneya Peete'a, zawodnika futbolu amerykańskiego. Wychowuje z nim czworo dzieci.